# Бежицы
Бежицы — деревня в Филиппковском сельском поселении Бежецкого района Тверской области России.

## География
Деревня расположена на левом берегу реки Молога в 4 км на север от центра поселения деревни Филиппково и в 13 км на северо-запад от райцентра города Бежецк.

## История
Название происходит, вероятно, от «бежь» — беженцы, беглецы. Согласно поверью, селение Бежицы (Бежичи) было основано беженцами из Новгорода.
В Новгородской первой летописи в 1196 году упоминается город Бежецкий Верх — центр Бежецкой пятины Новгородской земли, хотя археологические находки позволяют предположить, что селение на этом месте возникло гораздо раньше. В 1244 году упоминается город Бежичи, отождествляемый специалистами с деревней Бежицы. В XIV—XVI веках Бежецкий Верх может упоминаться или как центр Бежецкой пятины Новгородской земли, или как вся Бежецкая пятина целиком, или как её юго-восточная часть с центром в Городецке (Бежецке), расположенном в 20 километрах к юго-востоку. Селение было разорено в 1272 году тверским князем Святославом Ярославичем, после чего центр края был перенесён в крепость Городецк на месте современного Бежецка.
В 1804 году на погосте близ деревни была построена каменная Успенская церковь с 3 престолами.
В конце XIX — начале XX века погост Бежицы входил в состав Филиппковской волости Бежецкого уезда Тверской губернии.
С 1929 года деревня входила в состав Филиппковского сельсовета Бежецкого района Бежецкого округа Московской области, с 1935 года — в составе Калининской области, с 2005 года — в составе Филиппковского сельского поселения.

## Население
| 1859 | 2008 | 2010 |
| ---- | ---- | ---- |
| 67   | ↘6   | →6   |

## Достопримечательности
Близ деревни на погосте расположена недействующая Церковь Успения Пресвятой Богородицы с колокольней (1804).